# سينثيا كونولي
سينثيا كونولي (بالإنجليزية: Cynthia Connolly)‏ هي مصورة أمريكية، ولدت في 1964 في لوس أنجلوس في الولايات المتحدة.